# كيم هيونغ جن
كيم هيونغ جون (الكورية: 김형준) (من مواليد 03 أغسطس 1987 في سيئول، كوريا الجنوبية) هو مغني كوري جنوبي بدأ مسيرته الفنية عام 2005. وهو عضو في فرقة إس إس 501. وهو أيضا ممثل ودي جي.

## السيرة الذاتية
{{لقد بدا كيم هيونغ جون مسيرته الفنية عام 2005 وقد كانت بدايته مع فرقة ss501 (d وهوا كان يمثل في مسلسلان سمسبتصثهلة صقصثالouble s five o one

## المسيرة الفنية
أعمال: Countdown
```
with Park Jung Min - (June 9, 2005-October 13, 2005) 
Hello Chat - (May 1, 2006-June 5, 2006)
```

```
SBS - (Green Gold) - (September 14, 2009-October 19, 2009) 
```

Sunshine girl 2012 

## وصلات خارجية
- مقالات تستعمل روابط فنية بلا صلة مع ويكي بيانات

- الموقع الإلكتروني